# Huis Noordereng
Huis Noordereng is een landhuis dat onderdeel uitmaakt van het landgoed Hoekelum tussen Ede en Bennekom in de Nederlandse provincie Gelderland aan de Edeseweg 128.
Het landhuis is, in 1849, in chaletstijl gebouwd. Het huis werd gebouwd in opdracht van Otto baron van Wassenaer van Catwijck. In 1904 is het landhuis ingrijpend verbouwd. Het huis, evenals het naastgelegen koetshuis en de aangrenzende moestuinmuur, is beschermd als rijksmonument.

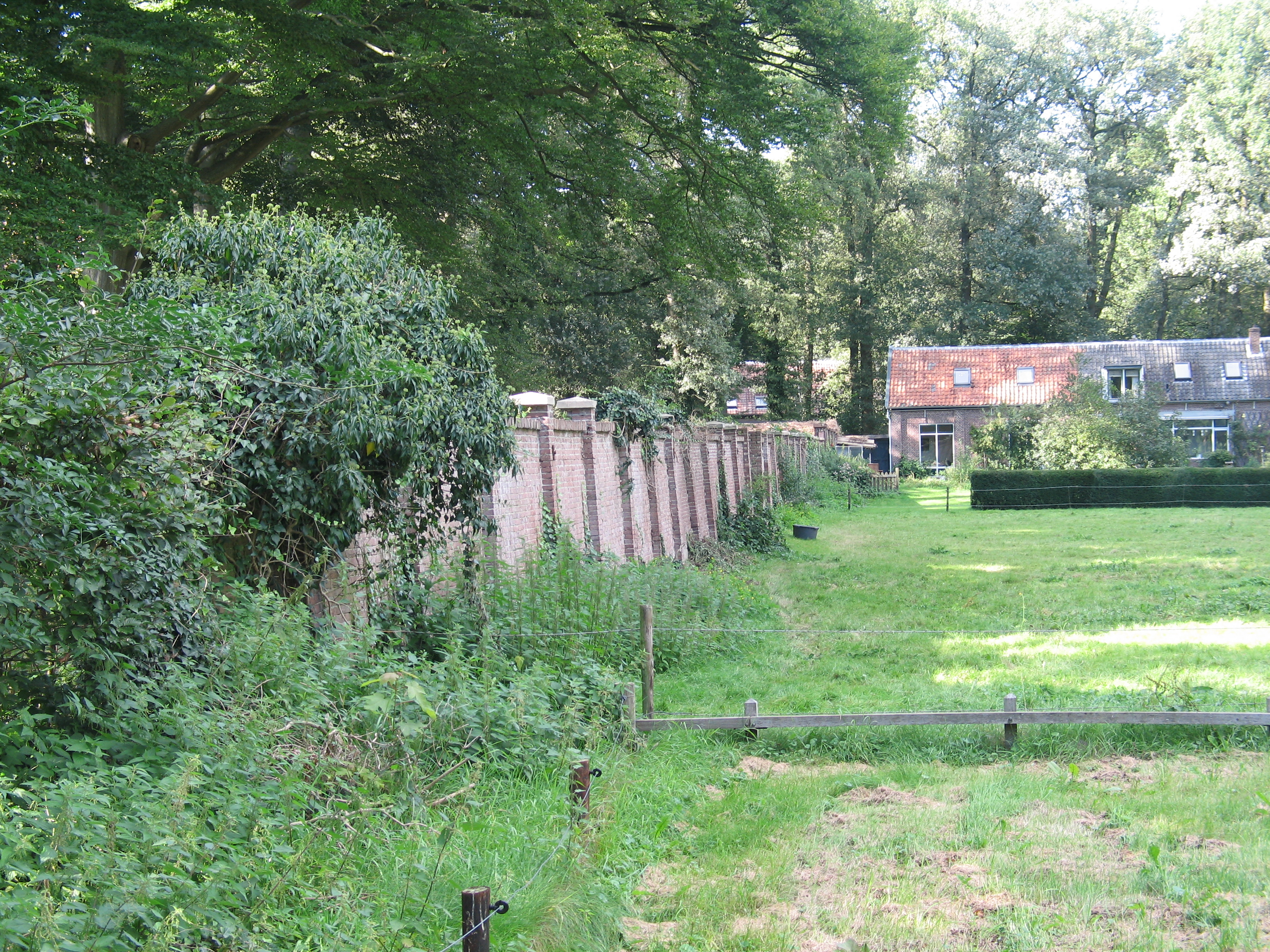
Moestuinmuur

In 1851 werd de politicus Jan Dirk van Wassenaer van Rosande op het huis Noordereng geboren. Een bekende bewoner van het huis was, van 1860 tot 1896, de Edese burgemeester Van Borssele.